# حادثة إطلاق الحوثيين صاروخ باليستي باتجاه مكة المكرمة 2017
في يوم 27 يوليو 2017 أوردت وكالة الأنباء السعودية الحكومية إعلان «قيادة تحالف دعم الشرعية في اليمن عن تمكن قوات الدفاع الجوي في التحالف مساء اليوم من اعتراض صاروخ باليستي أطلقته الميليشيات الحوثية باتجاه منطقة مكة المكرمة» واصفة ذلك بأنه «محاولة يائسة لإفساد موسم الحج» بينما نفى الحوثي ذلك بقوله «لم تقصف القوة الصاروخية الليلة بالبالستيات غير قاعدة الطائف» وتعتبر هذه المرة الثانية يتهم فيها الحوثيين باطلاق صاروخ باتجاه مكه بعد حادثة شبيهة في 2016.

## التفاصيل
أفاد مراسلو الأخبار أن الصاروخ الباليستي الذي أطلقته الميليشيات اعترضته قوات الدفاع الجوي السعودي عبر صاروخ باتريوت، لتسقط شظاياه في منطقة غير مأهولة بالسكان، فيما تمكن طيران التحالف من تدمير منصة إطلاقه.

## ردود الفعل

### المحلية
- السعودية:أدان مجلس الوزراء قيام الميليشيات الحوثية بإطلاق صاروخ باليستي باتجاه مكة المكرمة في محاولة يائسة لإفساد موسم الحج لهذا العام.[5]

### الدولية
- ماليزيا:أدانت ماليزيا إطلاق ميليشيات الحوثي صاروخاً باليستياً باتجاه منطقة مكة المكرمة.[6]
- جيبوتي:عبرت جمهورية جيبوتي عن استنكارها وإدانتها الشديدين لاستهداف المليشيات الحوثية مكة المكرمة بصاروخ باليستي.[7]
- الكويت:أدان وأستنكر مجلس الوزراء الكويتي حادثة اطلاق ميليشيا الحوثي وصالح الانقلابية صاروخًا بالستيًا باتجاه مكة المكرمة.[8]

### منظمات محلية ودولية وإقليمية
- منظمة التعاون الإسلامي: أدان وزراء خارجية الدول الأعضاء في منظمة التعاون الإسلامي استهداف ميليشيات الحوثي وصالح لمكة المكرمة للمرة الثانية، في أقل من عام.[9]
- منتدى الأئمة الفرنسي:أدان رئيس منتدى الأمة في فرنسا استهداف ميليشيات الحوثي مكة المكرمة.[10]
- مجلس الوزراء البحريني:دان المجلس بشدة محاولة استهداف الميليشيات الحوثية مكة المكرمة بالصواريخ.[11]
- المنظمة العربية للهلال والصليب الأحمر دانت المنظمة العربية للهلال والصليب الأحمر بشدة محاولة الميليشيات الحوثية استهداف مكة المكرمة.[12]